# Млиновская поселковая община
Млиновская поселковая община (укр. Млинівська селищна громада) — территориальная община в Дубенском районе Ровненской области Украины.
Административный центр — посёлок Млинов.
Население составляет 19772 человека. Площадь — 398,9 км².
В соответствии с распоряжением Кабинета Министров Украины от 12 июня 2020 года, в состав общины вошла территория Млиновского поселкового совета, а также Береговского, Владиславовского, Добрятинского, Долгошиевского, Кораблищенского, Малёванского, Малодорогостаевского, Перемиловского, Петушковского, Подгаецкого, Посниковского, Приветненского и Пугачёвского сельских советов упразднённого Млиновского района.

## Населённые пункты
В состав общины входят 1 посёлок и 40 сёл:
- Посёлок Млинов
- Береговский старостинский округ:
  - Береги
  - Перевередов
- Владиславовский старостинский округ:
  - Владиславовка
  - Гончариха
  - Ивановка
  - Косарево
  - Новосёловка
  - Ульяновка
- Добрятинский старостинский округ:
  - Добрятин
  - Новина-Добрятинская
  - Остриев
  - Травневое
- Долгошиевский старостинский округ:
  - Долгошии
- Кораблищанский старостинский округ:
  - Кораблище
  - Радов
- Малёванский старостинский округ:
  - Долина
  - Малёваное
- Малодорогостаевский старостинский округ:
  - Брыщи
  - Малые Дорогостаи
  - Мантын
  - Маслянка
  - Стоморги
- Перемиловский старостинский округ:
  - Иванковцы
  - Лукаревка
  - Мошков
  - Перемиловка
- Петушковский старостинский округ:
  - Петушков
  - Речище
  - Тушебин
- Перемиловский старостинский округ:
  - Коблин
  - Озлиев
  - Подгайцы
  - Ужинец
- Посниковский старостинский округ:
  - Богушовка
  - Посников
- Приветненский старостинский округ:
  - Приветное
  - Терешов
- Пугачёвский старостинский округ:
  - Новины
  - Пугачевка
  - Счастливое